# نادية تويني
نادية محمد حمادة تويني (1935 – 1983) شاعرة لبنانية فرنكفونية ( تتحدث الفرنسية ). ألفت نادية عدد كبير من الدواوين الشعرية.

## بداية حياتها
ولدت نادية محمد علي حمادة في بيروت عام 1935، وتنحدر من عائلة درزيَّة عريقة من جبل لبنان، والدها محمد علي حمادة كان كاتب ودبلوماسي لبناني درزي. كانت والدتها جزائرية فرنسية. ترعرعت نادية في بيت ثنائي اللغة. لديها أخوان هما السياسي مروان حمادة، والصحفي علي حمادة. يعمل علي في صحيفة النهار اللبنانية وقناة المستقبل التلفزيونية اللبنانية.

## تعليمها
تلقت نادية تعليمها في مدارس فرنسية في لبنان واليونان، والتحقت بمدرسة راهبات بيزانسون ( Ecole des Soeurs de Besançon)، ثم ببعثة العلمانية الفرنسية ( La Mission Laïque Française ). تلقت تعليمها الثانوي بالمدرسة الثانوية الفرنسية ( Lycée Français ) في أثينا حيث كان يعمل والدها سفيرا للبنان هناك. ثم حصلت على شهادتها في مجال القانون من جامعة القديس يوسف في لبنان. ومع ذلك، هناك تقرير يفيد أن نادية التحقت بجامعة القديس يوسف لكنها لم تستطع إكمال دراستها هناك بسبب زواجها عام 1954.

## المشوار المهني
نشرت نادية أول كتاب قصائد لها بعنوان ( Les Textes Blonds ) عام 1963، وعملت كمحررة أدبية عام 1967 في صحيفة اليوم اللبنانية التي تصدر باللغة الفرنسية، وساهمت في كثير من المنشورات العربية والفرنسية.

## حياتها الشخصية
تزوجت نادية في عام 1954 من غسان تويني رئيس تحرير صحيفة النهار اللبنانية وعميد الصحافة اللبنانية، وكان غسان تويني ينتمي لعائلة مسيحية أرثوذكسية شرقية عريقة من الأشرفية في بيروت،
أنجبت نادية ثلاثة أطفال، لكن جميعهم توفوا قبل والدهم الذي عاش لمدة أطول من نادية. اغتيل ابنها جبران تويني الصحفي والسياسي في عام 2005. توفي ابنها الآخر مكرم تويني في الواحدة والعشرين من عمره إثر حادث سيارة في باريس عام 1987. أنجبت نادية طفلتها الثالثة نايلة عام 1955 ، لكنها توفت في السابعة من عمرها بسبب إصابتها بالسرطان.
وصفت نادية وطنها لبنان في قصائد الحب والحرب ( Poems of Love and War ) قائلةً: «أنا أنتمي إلى بلد ينتحر كل يوم بينما يتم اغتياله. في الواقع، أنا أنتمي إلى بلد مات عدة مرات. لماذا لا يجب عليّ أنا الأخرى أن أموت من هذا الموت اللبناني القبيح والبطيئ والوحشي ؟» .

## وفاتها
توفيت نادية في قرية بيت مري القريبة من بيروت عام 1983؛ بعد صراع دام ثمانية عشر عاماً مع مرض السرطان، كان عمرها سبعة وأربعين عاماً عندما توفيت.

## الجوائز
حصلت نادية على الكثير من الجوائز طوال فترة حياتها مثل جائزة أكاديمية اللغة الفرنسية، ووسام المجرة (الذي تقدمه المنظمة الدولية للفرنكفونية)، وجائزة الشاعر اللبناني سعيد عقل.

## منشوراتها
- Les Textes Blonds ( النصوص الشقراء ) عام 1963.[4]
- Le Rêveur de Terre ( حالم الأرض ) عام 1975.[4]
- La Terre Arretee ( توقفت الأرض ) نشر بعد وفاتها عام 1984.[7]
- Liban: vingt poèmes pour un amour ( لبنان: عشرون قصيدة عن حب واحد ) أهدته لابنتها نايلة [8]، نشر عام 1979.[7]
- Archives Sentimentales D'une Guerre Au Liban ( أرشيف الحرب الوجدانية في لبنان ) عام 1982.[7]
- Jenseits des Blickes ( ما وراء البصر ) .
- Poèmes pour une histoire ( قصائد من أجل التاريخ ) عام 1972. مُنحت جائزة أكاديمية اللغة الفرنسية عام 1973.[7]